# 1990-es NHL Supplemental Draft
Az 1990-es NHL Supplemental Draft az ötödik supplemental draft volt, melyet 1990. június 15-én tartottak meg.
| #   | Játékos             | Poszt       | Nemzetiség                | NHL-csapat            | Egyetem (Liga)                             |
| --- | ------------------- | ----------- | ------------------------- | --------------------- | ------------------------------------------ |
| 1.  | Mike McKee          | Védő        | Kanada                    | Québec Nordiques      | Princetoni Egyetem (ECAC)                  |
| 2.  | Paul Dukovac        | Védő        | Kanada                    | Vancouver Canucks     | Cornell Egyetem (ECAC)                     |
| 3.  | Mike Casselman      | Bal szélső  | Kanada                    | Detroit Red Wings     | Clarkson Egyetem (ECAC)                    |
| 4.  | Steve Beadle        | Védő        | Amerikai Egyesült Államok | Philadelphia Flyers   | Michigani Állami Egyetem (CCHA)            |
| 5.  | Joe Dragon          | Center      | Kanada                    | Pittsburgh Penguins   | Cornell Egyetem (ECAC)                     |
| 6.  | Normand Krumpschmid | Center      | Kanada                    | Vancouver Canucks     | Ferris Állami Egyetem (CCHA)               |
| 7.  | Don Oliver          | Bal szélső  | Kanada                    | Detroit Red Wings     | Ohioi Állami Egyetem (CCHA)                |
| 8.  | Ray Letourneau      | Kapus       | Amerikai Egyesült Államok | Philadelphia Flyers   | Yale Egyetem (ECAC)                        |
| 9.  | Savo Mitrovic       | Center      | Jugoszlávia               | Pittsburgh Penguins   | New Hampshire-i Egyetem (Hockey East)      |
| 10. | Brandon Reed        | Védő        | Amerikai Egyesült Államok | New York Islanders    | Lake Superior Állami Egyetem (CCHA)        |
| 11. | Peter Sentner       | Védő        | Amerikai Egyesült Államok | Los Angeles Kings     | Massachusetts Lowell Egyetem (Hockey East) |
| 12. | Rod Houk            | Kapus       | Kanada                    | Minnesota North Stars | Reginai Egyetem (CWUAA)                    |
| 13. | Martin Jiranek      | Center      | Kanada                    | Washington Capitals   | Bowling Green Állami Egyetem (CCHA)        |
| 14. | Martin Robitaille   | Center      | Kanada                    | Toronto Maple Leafs   | Maine-i Egyetem (Hockey East)              |
| 15. | Mike Haviland       | Center      | Amerikai Egyesült Államok | New Jersey Devils     | Elmira College (NCAA)                      |
| 16. | Geoff Sarjeant      | Kapus       | Kanada                    | St. Louis Blues       | Michigani Műszaki Egyetem (WCHA)           |
| 17. | Mike Gilmore        | Kapus       | Amerikai Egyesült Államok | New York Rangers      | Michigani Állami Egyetem (CCHA)            |
| 18. | Mark Richards       | Kapus       | Amerikai Egyesült Államok | Winnipeg Jets         | Massachusetts Lowell Egyetem (Hockey East) |
| 19. | Jim Crozier         | Kapus       | Kanada                    | Hartford Whalers      | Cornell Egyetem (ECAC)                     |
| 20. | Claude Maillet      | Védő        | Kanada                    | Chicago Blackhawks    | Merrimack College (Hockey East)            |
| 21. | Sandy Galuppo       | Kapus       | Amerikai Egyesült Államok | Edmonton Oilers       | Boston College (Hockey East)               |
| 22. | Bruce Coles         | Bal szélső  | Kanada                    | Montréal Canadiens    | Rensselaer Műszaki Intézet (ECAC)          |
| 23. | Shane McFarlane     | Center      | Amerikai Egyesült Államok | Buffalo Sabres        | Észak-Dakotai Egyetem (WCHA)               |
| 24. | Lyle Wildgoose      | Bal szélső  | Kanada                    | Calgary Flames        | Providence College (Hockey East)           |
| 25. | Howie Rosenblatt    | Jobb szélső | Amerikai Egyesült Államok | Boston Bruins         | Merrimack College (Hockey East)            |